# Бруклински мост
Бруклинският мост (на английски: New York and Brooklyn Bridge) в гр. Ню Йорк, САЩ е сред най-старите висящи мостове в света.
Той е изграден над Ийст Ривър (East River). Свързва районите на Ню Йорк Бруклин и Манхатън. При откриването му за експлоатация е бил сред най-дългите метални висящи мостове в света.
Бруклинския мост е дълъг 1834 м, най-широкият му проход над водата е 486 м, има ширина 26 м и максимална височина над водата 84 м.
Мостът е проектиран от фирмата на Джон Роублинг от Трентън, която по негово време има опит в проектирането на няколко моста, но значително по-малки.
Строителството започва на 3 януари 1870 г. и мостът е официално открит на 24 май 1883 г. Общите разходи за построяването на моста са около 15 милиона долара. За периода на строителните работи загиват 27 работници.
Главният проектант умира още в началото на строителството и работата се поема от сина му – Уошингтън Роублинг. Той, обаче, също заплаща със здравето си – поради постоянното изложение на неблагоприятни условия заболява от декомпресионна болест.
Проектът не е бил тестван в аеродинамичен тунел, което дълги години поражда опасения, че няма да издържи на силните въздушни течения, подобно на други мостове от този тип. Конструкция на моста, обаче, се оказва достатъчно мощна и мостът е в експлоатация над 120 години. През 1977 г. мостът е включен в регистъра на САЩ на обектите с архитектурно историческо значение.
В началото мостът обслужва единствено движението на конни впрягове и трамваи. Има 6 ленти за автомобили и в краищата - пешеходни и велосипедни ленти. По моста е забранено движението на автобуси и камиони с тегло над 2,7 тона.
| Мостове над Ийст Ривър | Мостове над Ийст Ривър | Мостове над Ийст Ривър       |
| ---------------------- | ---------------------- | ---------------------------- |
| По на юг няма          | Бруклински мост        | По на север Манхатънски мост |